# Spartans de San Jose State

Ancien logo.

Les Spartans de San Jose State (en anglais : San Jose State Spartans) sont un club omnisports universitaire de l'université d'État de San José à San José (Californie). Les équipes des Spartans participent aux compétitions universitaires organisées par la National Collegiate Athletic Association. San Jose State fait partie de la Mountain West Conference.
Parmi les joueurs passés dans l'université, on note le basketteur français Tariq Abdul-Wahad (Olivier Saint-Jean).